# Aspilota occulta
Aspilota occulta är en stekelart som beskrevs av Sergey A. Belokobylskij 2007. Aspilota occulta ingår i släktet Aspilota och familjen bracksteklar. Inga underarter finns listade.